# Рад на одређено време
Рад на одређено време је југословенски филм из 1980. године, који је режирао Милан Јелић.

## Радња
Прича о животним проблемима наставника који „привремено“, то јест, десет година, станује код удате сестре, у претрпаном једнособном стану у коме, такође „привремено“, живи и сестра његовог зета. Има диплому, али нема сталан посао. Наставник је на одређено време у школи коју похађа дечак који живи сам са мајком. Дечак жели да има оца, али да он буде по његовом избору, а не по укусу његове мајке. Изгледа да баш наставник највише одговара дечаковој представи о лику оца...
Филм на добродушан начин говори о уобичајеним проблемима малог човека у раздобљу социјализма. Без стана и без сталног посла, наставник се мора сналазити на различите начине, у чему му (не)спремно помаже породица.

## Улоге
| Глумац                   | Улога                                 |
| ------------------------ | ------------------------------------- |
| Љубиша Самарџић          | Синиша Пантић                         |
| Милена Дравић            | Светлана Милановић                    |
| Никола Којо              | Иван Милановић                        |
| Велимир Бата Живојиновић | Милутин Ракочевић                     |
| Јелисавета Саблић        | Сека                                  |
| Власта Кнезовић          | Коса                                  |
| Оливера Марковић         | Косина мама                           |
| Мија Алексић             | директор школе                        |
| Неда Арнерић             | Ружица Звезданић, наставница физичког |
| Миливоје Мића Томић      | Стаматовић, наставник биологије       |
| Реља Башић               | Жељко                                 |
| Владан Живковић          | Радослав                              |
| Божидар Павићевић        | Марковић, наставник                   |
| Јелица Сретеновић        | социјални радник                      |
| Петер Карстен            | Странац у хотелу                      |
| Бранко Петковић          | Рецепционер                           |